# Porbandar
Porbandar (gu.: પોરબંદર) – miasto w zachodnich Indiach, na półwyspie Kathijawar, nad Morzem Arabskim. Według danych demograficznych ze spisu ludności w 2001 roku miasto liczyło 133 tys. mieszkańców, z czego 11% poniżej szóstego roku życia; współczynnik analfabetyzmu wynosił 23%.
Porbandar jest miejscem urodzenia Mahatmy Gandhiego.